# Idioma sogdiano
El sogdiano fue una lengua irania media, hablada en Sogdiana, en el valle del río Zarafshan, en lo que hoy en día es Tayikistán y Uzbekistán.
El sogdiano es una de las más importantes lenguas iranias, junto con el persa medio y el parto, y posee un amplio corpus literario. Pertenece a la rama nororiental de las lenguas iranias, y aunque no existe evidencia directa de un antiguo sogdiano, se cree por alusiones epigráficas en antiguo persa que pudo existir desde la época aqueménida. Su gramática y morfología es más conservadora que la del persa medio.
Durante la dinastía Tang, el sogdiano fue la lingua franca a lo largo de la Ruta de la Seda, y su importancia política y económica garantizó su supervivencia hasta el siglo IX, al tiempo que muchas palabras de este idioma entraron en el persa moderno, al escribirse muchas obras persas durante la época samánida en Sogdiana.
Diversos documentos cristianos y maniqueos, hallados en Turfán, se encuentran en sogdiano. Un dialecto del sogdiano, el idioma yagnobi ha llegado hasta la actualidad, en las montañas de Tayikistán.